# Bigas x Bigas
Bigas x Bigas és una pel·lícula documental espanyola del 2016 dirigida per Santiago Garrido Rua que retrata la faceta més personal del director de cinema Bigas Luna i que condensa sense línia narrativa les més de 600 hores de vídeos personals que va gravar el cineasta català al llarg de la seva vida.

## Sinopsi
El director de cinema Bigas Luna (1946-2013) era un narrador d'imatges cinematogràfiques i pictòriques. Aquest voyeurisme tan intrínsec en ell va conrear un immens desig per fer una pel·lícula verista: rodar a algú sense guió i sense cap mena de parafernàlia, mostrant al personatge en tota la seva puresa. Probablement això va ser el que el va impulsar a captar la realitat que l'envoltava mitjançant un vídeo-diari. Un quadre format per diferents escenes úniques de la seva vida.
Més de 500 cintes, diversos vídeos, textos pictòrics i arxius d'àudio pels quals desfilen escenes familiars, reflexions íntimes i xerres còmplices amb actors i amics, com per exemple Aitana Sánchez-Gijón es deixa retratar en la banyera, nua, donant mamar al seu bebè, mentre la veu de Bigas confessa la seva eterna fixació amb la lactància i els pits de dona. Un viatge a través de les seves vivències i reflexions en el qual Bigas es desmunta a si mateix mostrant el seu jo més íntim i personal no sols com a artista, sinó com a ésser humà.

## Repartiment
En el documental, a part de la seva esposa Cecilia Orós, les seves filles i actors com Penélope Cruz, Luis Alegre, Leonor Watling, Candela Peña, Jordi Mollà, Verónica Echegui

## Crítiques
| «                                | "Com a mostrari de les obsessions més reconegudes del cineasta, funciona bé i resultarà agraït per als seguidors, encara que també acaba sent una cosa dispersa (…) Puntuació: ★★★ (sobre 5)" | » |
| — Quim Casas: Diari El Periódico | |   |

| «                        | "Acostament a un senyor tan entranyable com egòlatra, a qui veiem més interessant quan aprèn a pastar una fogassa (...) que quan alterna amb el star system (…) Puntuació: ★★½ (sobre 5)" | » |
| — Yago García: Cinemanía | |   |

| «                       | "Collage d'imatges i paraules i pensaments, és un plaer per als estranys i un gran festí per als coneixedors (…) Puntuació: ★★★ (sobre 5)" | » |
| — Pere Vall: Fotogramas | |   |

## Producció
El 2000 Bigas Luna va decidir muntar el Taller Bigas Luna, un taller de cinema digital aprofitant l'arribada de les càmeres digitals. Entre el 2000 i el 2007 va recollir en 600 cintes moments quotidians, vivències, anècdotes i textos poètics plens de màgia. Els seus principals col·laboradors foren Santiago Garrido Rua com a director adjunt i muntador, que acabà el projecte a la mort de Bigas el 2013 i Carmen Chaves com a guionista. La seva filla Betty va ajudar a cercar i seleccionar el material visual.

## Nominacions
Fou estrenada al Festival Internacional de Cinema de Sant Sebastià 2016. Fou nominada al Gaudí a la millor pel·lícula documental.